# Feliciano Padilla Chalco
Feliciano Padilla Chalco (Lima, 1944-Puno, 7 de enero de 2022) fue un catedrático y escritor peruano. Fue autor de cuentos y novelas de escenario andino, principalmente apurimeño y puneño. Escribió sobre todo en español, pero también en quechua.

## Biografía
Nació en Lima, hijo de un guardia republicano abanquino, excombatiente del 41, lo que motivó que se mudara varias veces por todo el territorio del Perú. Culminó sus estudios primarios en Chalhuanca y la secundaria en Abancay. Sus estudios superiores de Lengua y Literatura los realizó en la Universidad Nacional San Antonio Abad del Cusco. Sus estudios de maestría en educación superior los realizó en la Universidad Católica de Santa María de Arequipa y el doctorado en gestión y ciencias de la educación en la Universidad San Pedro de Chimbote. Desde 1992 es profesor principal de la Universidad Nacional del Altiplano en Puno.
En 1992 y 1996 obtuvo la Mención Honrosa del Premio Copé de cuento por sus obras "Me zurro en la tapa" y "Amarillito Amarilleando". En 1998 ganó el primer puesto en el Concurso Nacional "Canto al Lago" organizado por el Programa Especial Binacional Lago Titicaca y en 1999 ganó el segundo premio en el 8° Concurso Nacional de Cuentos organizado por la CEAl de la Conferencia Episcopal Peruana.
Falleció en la ciudad de Puno el 7 de enero del 2022 siendo enterrado en el Cementerio General de Laykakota.

## Obras
- 2002: Amarillito amarilleando y otros cuentos. Lima, San Marcos
- 2003: Pescador de luceros. Lima, Grupo Editorial Arteidea
- 2005: Antología comentada de la literatura puneña. Lima, Fondo Editorial Cultura Peruana
- 2006: ¡Aquí están los Montesinos! Lima, San Marcos
- 2009: Contra encantamientos y malos augurios. Puno, Universidad Nacional del Altiplano
- 2009: Pakasqa takiyniykuna, Mis cantos ocultos. Lima, Ornitorrinco, ISBN 9786124535574 (original quechua de Feliciano Padilla Chalco y traducción al castellano de José Luis Velásquez Garambel)[6]
- 2014: Ezequiel: El profeta que incendió la pradera. Lima, Fondo Editorial Cultura Peruana
- 2015: Huwancha Kanawiri (cuento en quechua)[7]
- 2016: El Rafa Aguilar. Lima, San Marcos, ISBN 9786123153137
- 2018: Cuentos de otoño. Lima, Lluvia Editores, ISBN 9786124095818
- 2019: ¡Aquí están los Montesinos!. Lima, Lluvia Editores, ISBN 9786124436208
- 2020: La Bahía. Lima, ISBN 9786124828034